# Teaterproducent
Teaterproducent är en yrkesgrupp som på en teater (eller ett operahus eller dans-/balettkompani) under teaterledningen är ansvarig för produktionen och samordningen av en scenuppsättning med dess alla delar, personalgrupper, tidsplanering, men ofta också finansiering, budgetarbete, publikarbete, marknadsföring och eventuell turnéplanering. Producenten arbetar i nära samverkan med den konstnärliga ensemblen, som utformar själva iscensättningen (regissör, scenograf, skådespelare etc).
En högskoleutbildning för scenkonstproducenter finns bland annat på Stockholms dramatiska högskola (se: Scenkonstproducentutbildningen).
Jämför även med TV-producent, filmproducent och musikproducent.